# Susanne Georgi
Susanne Georgi (Sjølund, Dinamarca, 27 de juny de 1976) cantant danesa que va assolir l'èxit musical amb el duet Me & My on forma parella artística amb la seva germana, Pernille Georgi. L'any 2009 va representar a Ràdio i Televisió d'Andorra com a representant d'Andorra a Eurovisió 2009 amb el tema en català i anglès La teva decisió (Get a life), sense aconseguir que Andorra passés a la final, sent doncs la sisena vegada que Andorra no arriba a la final.

## Andorra
L'any 1999, amb la cançó Let the love go on, la seva música va difondre's a nivell internacional. Ara, però, la Susanne canta en solitari i en grup. Ella va arribar a Andorra ara fa 13 anys i se'n va enamorar. Des de llavors resideix al país. A més, parla una mica el català. La comunitat eurovisiva la coneix perquè el 2007 va competir per representar el seu país al festival d'Eurovisió; però va quedar en una sisena posició a la final nacional. Amb tot, però, la van escollir per donar els punts de la resta de països a la final del festival Eurovisió 2007.
L'any 2009, cantà en català i anglès per Andorra a la primera semifinal del festival d'Eurovisió 2009 amb la cançó La teva decisió, però no va passar a la final per classificar-se només en la 15a posició.

## Discografia
2009: "La teva decisió (Get a life)" (Picap 2009)